# Werner Betz
Werner Betz (11 de janeiro de 1953) é um desportista alemão que competiu para a RFA no ciclismo na modalidade de pista, especialista na prova de meio fundo. O seu irmão Heinz também competiu em ciclismo em pista.
Ganhou duas medalhas de bronze no Campeonato Mundial de Ciclismo em Pista entre os anos 1985 e 1987.

## Medalheiro internacional
| Campeonato Mundial | Campeonato Mundial | Campeonato Mundial | Campeonato Mundial |
| Ano                | Lugar              | Medalha            | Competição         |
| ------------------ | ------------------ | ------------------ | ------------------ |
| 1985               | Bassano ( Itália)  | Medalha de bronze  | Meio fundo (P)     |
| 1987               | Viena ( Áustria)   | Medalha de bronze  | Meio fundo (P)     |